# Вултурень (Бакеу)
Вултурень, Вултурені (рум. Vultureni) — село у повіті Бакеу в Румунії. Входить до складу комуни Вултурень.
Село розташоване на відстані 236 км на північ від Бухареста, 32 км на південний схід від Бакеу, 87 км на південь від Ясс, 123 км на північний захід від Галаца.

## Населення
За даними перепису населення 2002 року у селі проживали 153 особи, з них 152 особи (99,3%) румунів. Усі жителі села рідною мовою назвали румунську.